# Große Synagoge (Stolin)

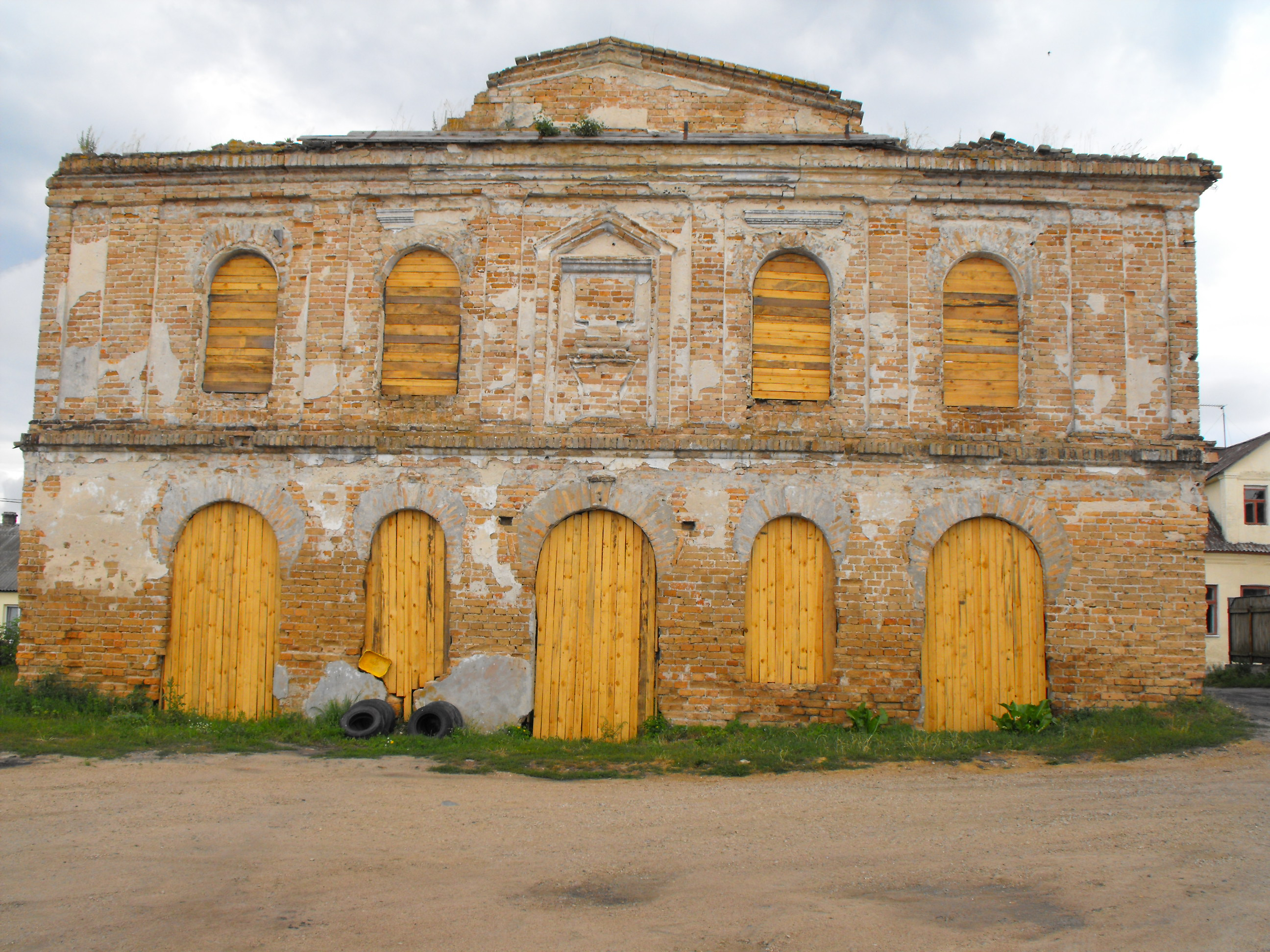
Große Synagoge in Stolin (2012)

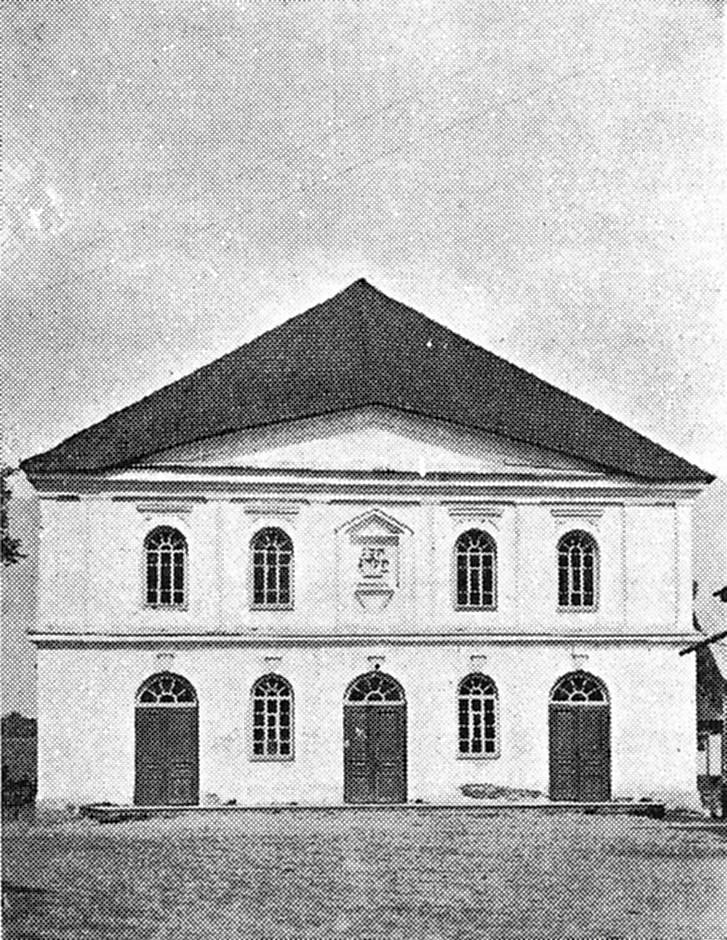
Die Synagoge vor 1914

Die Große Synagoge in Stolin, einer belarussischen Stadt in der Breszkaja Woblasz, wurde zum Ende des 18. Jahrhunderts errichtet. Sie steht heute leer und verfällt.

## Geschichte
Die Synagoge wurde von 1790 bis 1793 gebaut. 1827 wurde das Gebäude bei einem Feuer schwer beschädigt und danach wieder aufgebaut. Vermutlich in den 1920er Jahren wurden Umbauten durchgeführt und die Wände bemalt. Diese Malereien sind nicht mehr erhalten. Nach der Ermordung der jüdischen Bevölkerung im Zweiten Weltkrieg wurde es nach dem Krieg als Getreidelager genutzt. Seit den 1980er Jahren steht es leer und verfällt. Heute stehen nur noch die Außenmauern.

## Architektur
Der Backsteinbau im klassizistischen Stil war ursprünglich verputzt und mit Pilastern verziert, inzwischen ist aber der Großteil des Putzes abgefallen. Es ist ein rechteckiger Bau, wobei die Ostseite in der Mitte etwas hervorragt und die Ecken abgeflacht sind. Auf zwei äußeren Ebenen befinden sich große Fenster. Die Haupthalle (den Gebetsraum der Männer) erreicht man durch ein Vestibül im Westen, über dem sich der Gebetsraum der Frauen befand. Diese sind integraler Bestandteil des ursprünglichen Gebäudes. Vermutlich in den 1920er Jahren wurden an den Seiten im Norden und Süden weitere Balkone für die Frauen angebracht.
Die Haupthalle wurde durch Säulen in ein Mittelschiff und zwei Seitenschiffe unterteilt. Das Mittelschiff hatte wahrscheinlich ein Tonnengewölbe, während die Seitenschiffe flache Decken hatten.
Bima und Toraschrein sind nicht mehr erhalten.